# Riu Jangada
El riu Jangada és un curs d'aigua brasiler que banya els estats de Paranà i de Santa Catarina. És el punt més meridional de Paranà.